# Alex Saviuk
Alex Saviuk (17 de agosto de 1953) es un dibujante de comics estadounidense conocido principalmente por su trabajo para la Marvel Comics con el personaje de Spider-Man.

## Biografía
Saviuk se graduó en la Floral Park Memorial High School en 1970. Asistió a la Escuela de Artes Visuales de Nueva York, donde estudió con (entre otros) Will Eisner. Se graduó en 1974 con una licenciatura en ilustración. La carrera profesional de Saviuk comenzó en 1977 en DC Comics, donde ilustró títulos como Linterna Verde, The Flash y Superman. En la década de 1980, Saviuk fue un artista de aparición regular en los artistas invitados de reserva de la Action Comics.
En 1986, Saviuk se mudó a Marvel Comics, donde finalmente se estableció como un artista clave de Spider-Man con una carrera de siete años en Web of Spider-Man (números #35-116). Desde 1994 a 1996, Saviuk trabajó en la serie de cómics Spider-Man Adventures (después denominada The Adventures of Spider-Man).